# Chondrostoma meandrense
Chondrostoma meandrense es una especie de peces de la familia de los Cyprinidae en el orden de los Cypriniformes.

## Hábitat
Es un pez de agua dulce.

## Distribución geográfica
Se encuentra al oeste del Anatolia (Turquía).